# Spyware terminator
 (signalé en mai 2025).
Si vous disposez d'ouvrages ou d'articles de référence ou si vous connaissez des sites web de qualité traitant du thème abordé ici, merci de compléter l'article en donnant les références utiles à sa vérifiabilité et en les liant à la section « Notes et références ».
- Archive Wikiwix
- Bing
- Cairn
- DuckDuckGo
- E. Universalis
- Gallica
- Google
- G. Books
- G. News
- G. Scholar
- Persée
- Qwant
- (zh) Baidu
- (ru) Yandex
- (wd) trouver des œuvres sur Wikidata

Spyware Terminator est un graticiel de protection contre les logiciels intrus édité par Crawler, LLC.

## Fonctions
- Protection en temps réel (HIPS)
- Analyse de fichiers (HIDS)
- Mise à jour automatique

Options ...
- Peut-être utilisé conjointement avec l'antivirus ClamAV pour une protection en temps réel de celui-ci
- Module "Web Security Guard" (WSG), système participatif de vérification du niveau de risque d'un site avant de s'y connecter.

## Caractéristiques
Spyware Terminator détecte les espiogiciels, mais aussi des chevaux de Troie et d'autres maliciels. Il permet aussi une surveillance des services Windows, pour empêcher les modifications que vous ne voulez pas autoriser, contre les rootkits par exemple.
WSG est une toolbar permettant de noter la dangerosité des sites. Elle se base sur l'avis des utilisateurs, et permet aussi de voir les commentaires à propos du site. Cette barre s'intègre dans le navigateur. Elle permet de prévenir lors de l'arrivée sur un site jugé dangereux, et d'afficher aussi le niveau de danger directement sur plusieurs moteurs de recherche.